# 第7回ゴールデングローブ賞
第7回ゴールデングローブ賞

1950年2月23日
作品賞: 

オール・ザ・キングスメン
第7回ゴールデングローブ賞（だい7かいゴールデングローブしょう）は、1949年の映画を対象としており、1950年2月23日に授賞式が行われた。
作品賞は『オール・ザ・キングスメン』が受賞した。

## 受賞とノミネート

### 作品賞
- 『オール・ザ・キングスメン』
  - 『星は輝く（英語版）』

### 男優賞
- ブロデリック・クロフォード - 『オール・ザ・キングスメン』
  - リチャード・トッド - 『命ある限り（英語版）』[2]

### 女優賞
- オリヴィア・デ・ハヴィランド - 『女相続人』
  - デボラ・カー - Edward, My Son

### 助演男優賞
- ジェームズ・ホイットモア - 『戦場』
  - デヴィッド・ブライアン - Intruder in the Dust

### 助演女優賞
- マーセデス・マッケンブリッジ - 『オール・ザ・キングスメン』
  - ミリアム・ホプキンス - 『女相続人』

### 監督賞
- ロバート・ロッセン - 『オール・ザ・キングスメン』
  - ウィリアム・ワイラー - 『女相続人』

### 脚本賞
- 『戦場』 - ロバート・ピロッシュ（英語版）
  - 『欲望の砂漠（英語版）』 - ウォルター・ドニガー（英語版）

### 音楽賞
- 『ダニー・ケイの検察官閣下』 - ジョン・グリーン
  - 『オール・ザ・キングスメン』 - ジョージ・ダニング（英語版）

### 外国語映画賞
- 『自転車泥棒』、 イタリア
  - 『落ちた偶像』、 イギリス

### 撮影賞（白黒）
- 『チャンピオン』 - フランツ・プラナー（英語版）
  - 『オール・ザ・キングスメン』 - バーネット・ガフィ

### カラー作品賞
- 『イカボードとトード氏』- ウォルト・ディズニー
  - 『踊る大紐育』- ハロルド・ロッソン（英語版）[3]

### 国際賞
- 『命ある限り（英語版）』
  - 『聖バンサン（英語版）』[4]

### 新人男優賞
- リチャード・トッド（『命ある限り（英語版）』）
  - ファノ・ヘルナンデス（英語版）（Intruder in the Dust）[5]

### 新人女優賞
- マーセデス・マッケンブリッジ（『オール・ザ・キングスメン』）
  - ルース・ローマン（『チャンピオン』）[6]